# Cayden Primeau
Cayden Primeau (Farmington Hills, Míchigan, 11 de noviembre de 1999), apodado Prime, es un jugador profesional estadounidense de hockey sobre hielo que se desempeña en la posición de guardameta en Montreal Canadiens, equipo de la National Hockey League (NHL).

## Carrera
Fue seleccionado en la séptima ronda en la NHL Entry Draft de 2017. En 2019 hizo su debut profesional con el equipo Montreal Canadiens, donde lleva jugando cinco temporadas.